# Teorema tangentei și a secantei

Din egalitatea unghiurilor înscrise care subîntind arcul TG1

În geometria euclidiană teorema secantei și a tangentei este o afirmație din geometria elementară care descrie o relație între segmentele de dreaptă create de o secantă și o tangentă la un cerc, care se intersectează într-un punct. Ea afirmă că produsul lungimilor segmentelor de pe secantă este egal cu pătratul segmentului de pe tangentă dintre punctul de intersecție și punctul de tangență. Aceasta este propoziția nr. 36 din Cartea a III-a a Elementelor lui Euclid.
Fiind dată secanta g care intersectează cercul în punctele G1 și G2 și o tangentă t care intersectează cercul în punctul T, drepte care se intersectează în punctul P, este valabilă următoarea relație:
{\displaystyle |PT|^{2}=|PG_{1}|\cdot |PG_{2}|}
Teorema tangentei și secantei poate fi demonstrată folosind triunghiuri asemenea, demonstrația fiind prezentată în figura alăturată.
Alături de teorema coardelor concurente și teorema secantelor concurente, teorema tangentei și a secantei prezintă unul dintre cele trei cazuri de bază ale unei teoreme mai generale despre două drepte care se intersectează și un cerc, teorema puterii punctului față de cerc.